# 法式滾球
法式滾球（法語：Pétanque，法語發音：[Petɑ̃k]，[peˈtaŋkɔ]），是滾球運動的一種，使用金屬鋼球及一顆小的木球進行。其中小木球稱為目標色球（或），放置於目標圓圈區中央。當對手的鐵球接近目標色球時，球員擲出自己手中的球，如果可以比對手的球更接近目標色球，則得分。先達到獲勝分數者勝。
這個運動在1907年或1910年在法國南部普羅旺斯地方的拉西奥塔出現，隨後傳播到法國各地。
法式滾球是少數可進行如混雙等男女混合賽事的運動之一。

## 字源

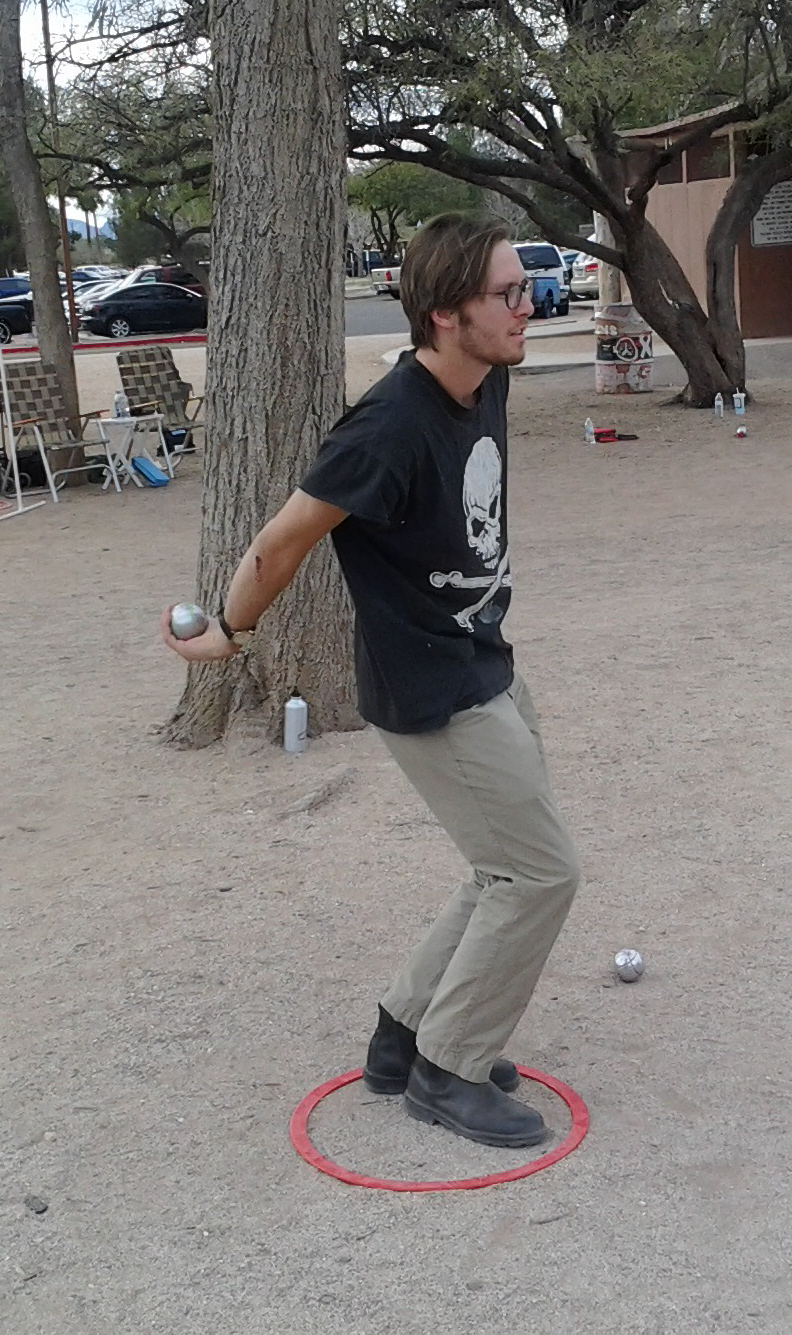
球員站在紅色投擲圈中投擲

這個運動的名稱最早來自奧克語：，源自（[ˈpɛs taŋˈkats]），意思為雙腳站立，或雙腳固定。這個名稱來自於比賽規則，在這項比賽中，選手的雙腳必須同時保持站立在地面，選手可以用直立，微屈，或是蹲姿來進行擲球。法式滾球是唯一可以用蹲姿來進行的球類運動。

## 規則

### 基本要素
法式滾球比賽分為兩隊，人數可為一對一、二對二、三對三。
在一對一、二對二的賽制中，每名球員各持三顆球。在三對三的賽制中，每名球員各持兩顆球。
球員在投擲時，必須在圓圈內進行，圓圈可以直接在砂礫場地上標記，直徑必須介於35至50公分。而2005年後，規則引進了以直徑50公分的紅色塑膠投擲圈，並且和原本在場地上劃記的方式，兩者可自由選擇。

### 一個單局
通常一場比賽會有好幾個，由法文直譯過來稱作循環、單局、或是回合。
一個單局要結束，包含幾個動作：首先目標色球被投擲，接續著兩隊接連投擲滾球。
在兩支隊伍都投擲了所有球之後，最靠近目標色球的球隊為單局優勝。獲勝隊伍在比另一隊所投擲出來，最接近目標色球的滾球以內，所有的滾球皆為得分球，也就表示，一支隊伍在一個單局裡，最多可以得到6分。
單局基本上沒有上限，直到其中一支隊伍累計分數達到13分，便成為最終優勝隊伍。

### 比賽進行
1. 比賽從擲硬幣（或猜拳）開始，以決定哪支隊伍開始。
2. 在贏得擲硬幣（或猜拳）的隊伍擺放投擲圈和投擲傑克（目標球）後，比賽正式開始。傑克必須投擲到距離投擲圈6至10公尺的位置－若未到規定位置，需交給對手擺球。
3. 首先，投擲傑克的隊伍丟出第一顆滾球，然後另一隊投擲第二顆滾球。
4. 從這時起，將由離傑克較遠的隊伍進行投擲，直至己方的任一顆球最接近傑克，或是已無用球數時，由另一隊繼續投擲。
5. 如果兩隊最接近傑克的球距離相等，那麼將由投擲最後一個球的隊伍再次進行投擲。如果再次投擲後，情況依然相同，那麼兩隊將交互投擲，直到突破這個情況。如果單局結束時還維持這個情況，則在這個單局兩隊皆無得分。
6. 贏得單局勝利的隊伍，為下一單局的開始隊伍。開始隊伍的選手須在傑克附近放置投擲圈並拿起傑克，接著站在投擲圈中，扔出傑克開始下一單局。

### 計分

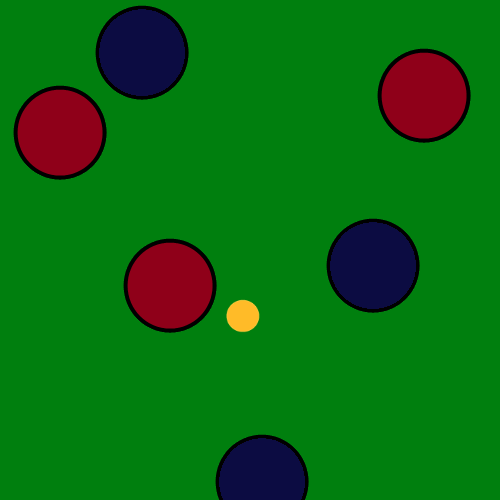
紅色隊伍有著比藍色隊伍更接近Jack的1顆球，紅隊得1分，藍隊得0分

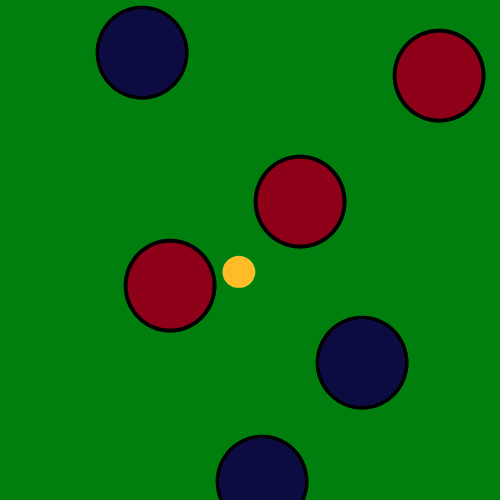
紅色隊伍有著比藍色隊伍更接近Jack的2顆球，紅隊得2分，藍隊得0分

- 當兩支隊伍都投擲完所有的球，或者目標色球被擊出到邊界時（Jack為死球狀態），單局就結束了。

- 如果單局結束時目標色球還活著，最接近目標色球的隊伍，為這個單局的得分者。只要比另一隊最接近目標色球的球，還要更接近目標色球，每一顆球計一分。

- 而這時，若兩隊最接近目標色球的球，距離相同的話，則兩隊在這一單局中，皆沒有得分。

- 那麼如果目標色球死掉了，這時，若其中一隊球員無滾球可再投擲時，另一隊伍總計剩餘球數，每一顆球計一分。

- 而若兩隊皆無剩餘球數，或是都有剩餘球數（無論雙方各有多少顆球），則兩隊在這一單局中，皆沒有得分。

### 其他規則
- 選手可以用任何喜歡的姿勢進行投擲－無論是過肩或未過肩。普遍的標準姿勢，是以掌心向下握住滾球，並向上輕擺手臂投擲。這種的投擲方式，可以讓選手在投擲時，有更多的靈活度及更好的控制。
- 滾球可以用滾的方式投擲、高度適中的拋投、甚至是中高拋或超高的高拋。
- 選手通常會攜帶一個捲尺來測量各球與傑克的距離。
- 在單局開始，投擲傑克之前，如果沒有足夠最大合法距離10公尺的場地讓選手投擲傑克，則選手被允許將投擲圈移動，直到擁有足夠的空間。
- 在以細繩作為邊界的場地進行比賽時，滾球或是傑克必須完全超過細繩，才會被判定為死球。

## 設備規格

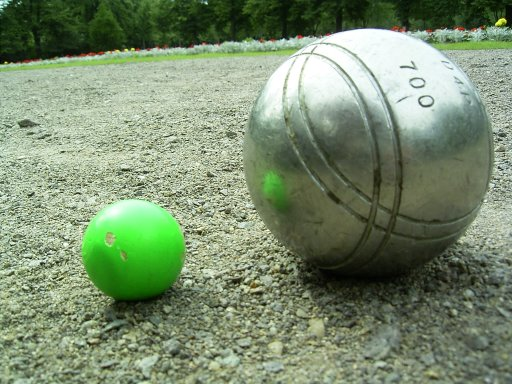
目標色球（Jack）及滾球

### 滾球

#### 比賽用滾球
正式比賽所用的滾球，必須符合國際法式滾球運動總會所規定的規格。它們必須是中空的，並且由直徑在70.5至80毫米之間，以及重量在650至800公克之間的金屬（通常是鋼）製成。
當選手選擇個人的滾球時，選手可以依照個人的偏好，進行滾球的各項客製化，包括尺寸，重量和硬度，以及球體表面的凹槽條紋。
- 選手可以選擇大小適合玩家手部尺寸的滾球。
- 滾球的重量及硬度，取決於玩家的個人喜好和比賽風格。
- 滾靠員（Pointer）傾向於較小、較重、較硬的球，而擊球員（Shooter）傾向於較大、較輕、較軟的球。

#### 休閒用滾球
休閒用的滾球規格通常不符合國際法式滾球運動總會的規定，但價格比正式規格的球便宜許多，對於休閒使用十分足夠。不像比賽用滾球，休閒用滾球通常只有一種規格，有著相同的重量和尺寸。

### 目標色球（傑克）
傑克是一個由木頭製成的小球，通常是用黃楊木或櫸木製成。現代的規格要求傑克的直徑達到30毫米（正負誤差1毫米）。在過去，傑克通常被刻意製成“自然”的樣子－看起來未完成或以自然樣貌製成－但現代，傑克通常被繪以明亮的顏色。近年來，國際法式滾球運動總會開始開放非木製的合成傑克或樹脂傑克，但是許多國家組織（包括美國法式滾球聯盟）為了安全原因禁止使用合成傑克。

### 比賽場地

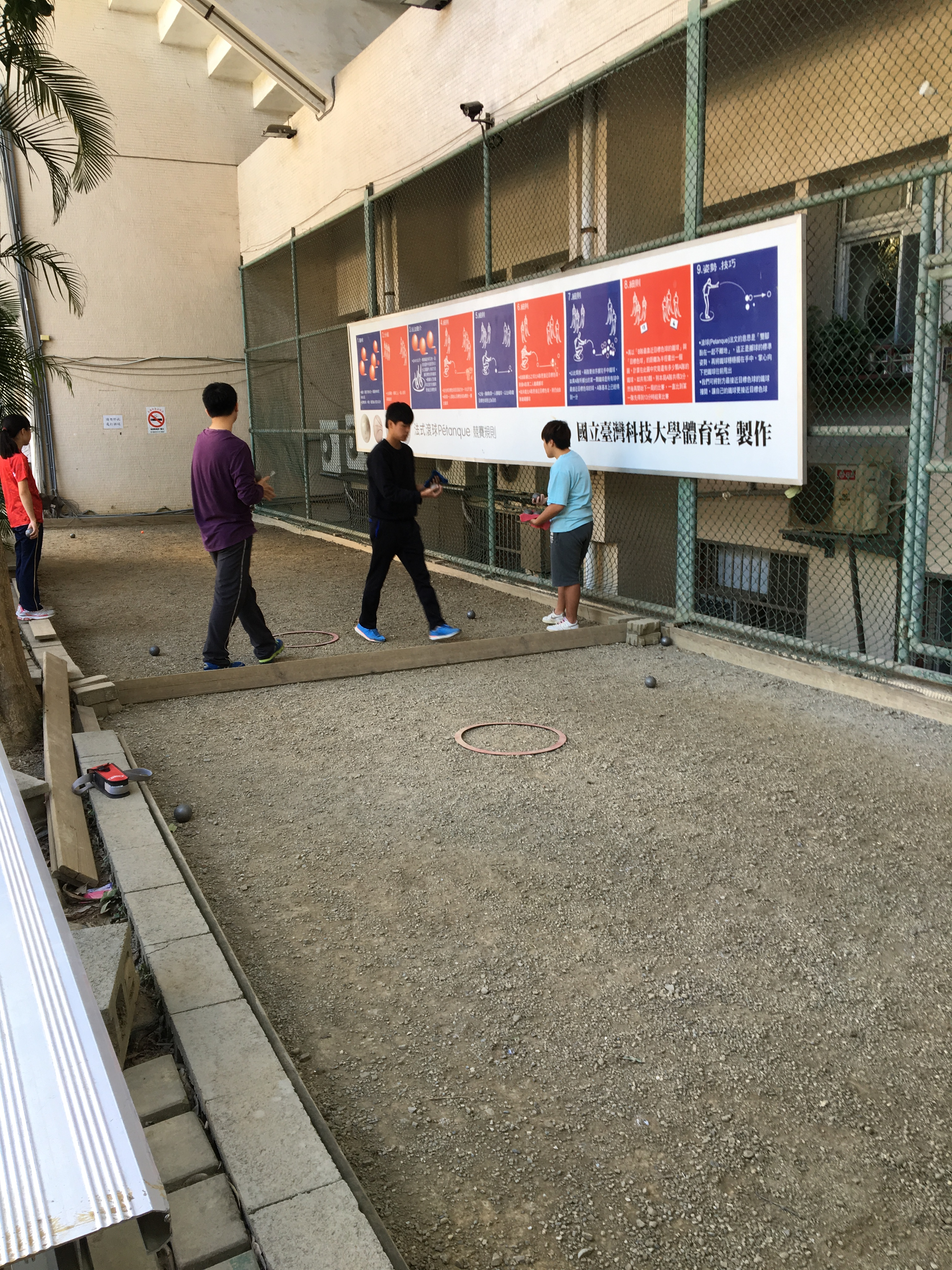
國立臺灣科技大學法式滾球場

法式滾球幾乎可以在任何平坦、開放的空間玩。場地的地面可能是不規則的，甚至有一些小樹枝跟岩石在中間，而表面也很可能是不均勻的，有些地方硬且光滑，又有些地方粗糙且充滿石子。當一個場地，是專門為了法式滾球而建造時，場地表面通常是鬆散的礫石，或碎散的花崗岩、磚塊、貝殼。雖然有些較輕的塑膠球可以適應沙灘，但沙灘並不適合進行正式的法式滾球。法式滾球的場地是不需要背板或側板的，但是正式的比賽場地通常會用木板或其他結構隔開。

## 特殊術語
- 有分

如果己隊的球比敵對的球更靠近目標色球，則稱之為“有分”，並由落後隊伍擲出下一顆球。
- Boule devant, boule d'argent

這句話的法文原意大致是“前面的球可點球成金”，這句話其實帶出一個準則：滾球最好的位置其實就在目標色球前方。在那個位置，可以防止對手直接向目標色球投擲，就算碰到己隊的球，也只會使己隊的球更靠近目標色球。
- Pointing

Pointing的意思其實就是以拋擲的方式接近目標色球。
- Shooting

Shooting的意思是以射擊的方式將敵隊之球打離原處。當敵隊的球非常靠近目標色球時，通常來說，最好的策略就是Shooting。如果隊伍處在極度弱勢的狀態下，可能會採取將目標色球射擊出界，以換取重新開局的機會(條件是雙方都要有球的情況下)。
- Lobbing

，意思是高拋的動作，以便於落地之時，滾球前進距離能夠最小。
- Carreau

以射擊的方式，將原處之球打離原處，且射擊之球停留在原處幾乎相同的地方。基本上來說，Carreau是非常完美的射擊。
- To Fanny



## 相關圖片

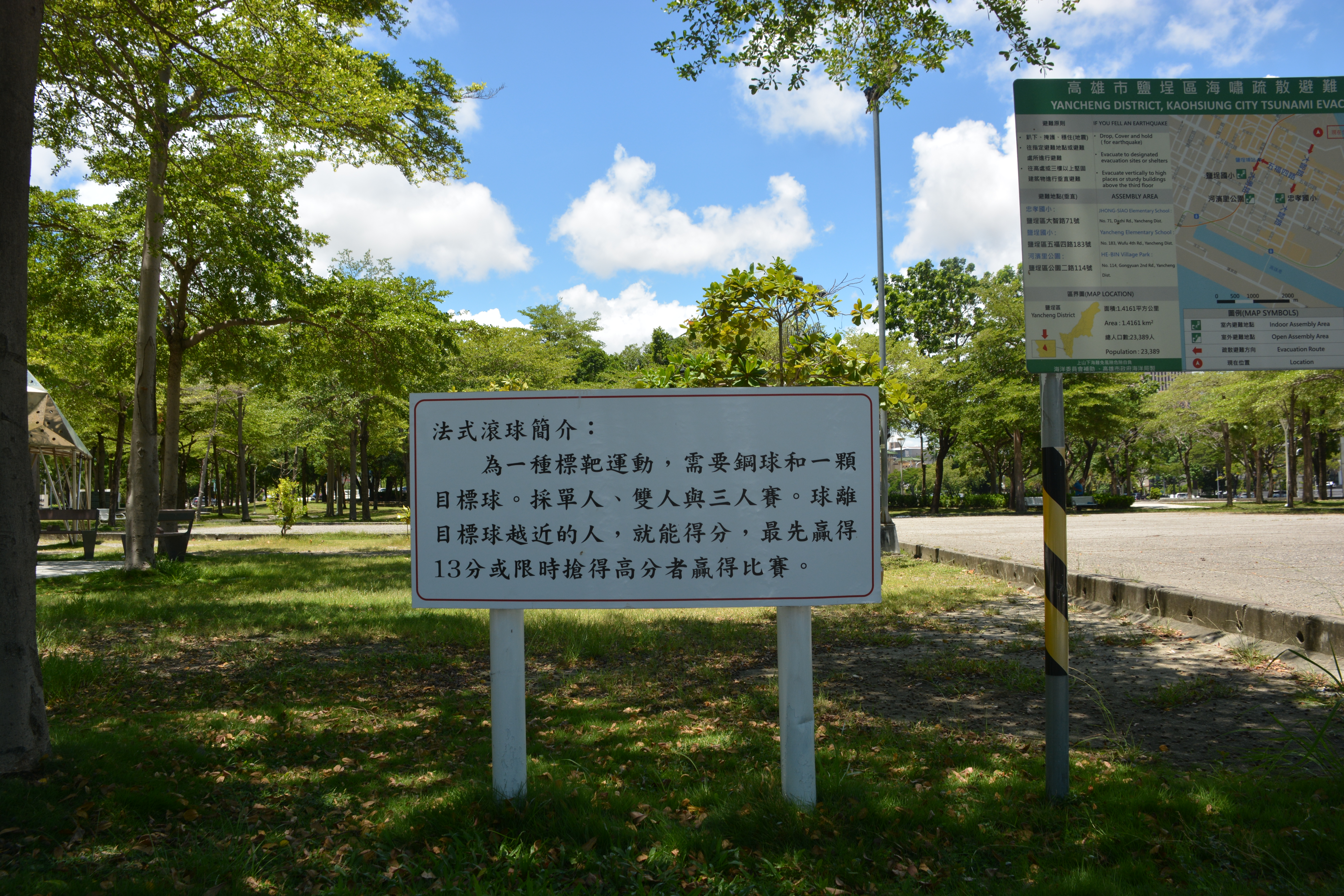
在高雄二二八和平公園法式滾球場的簡介
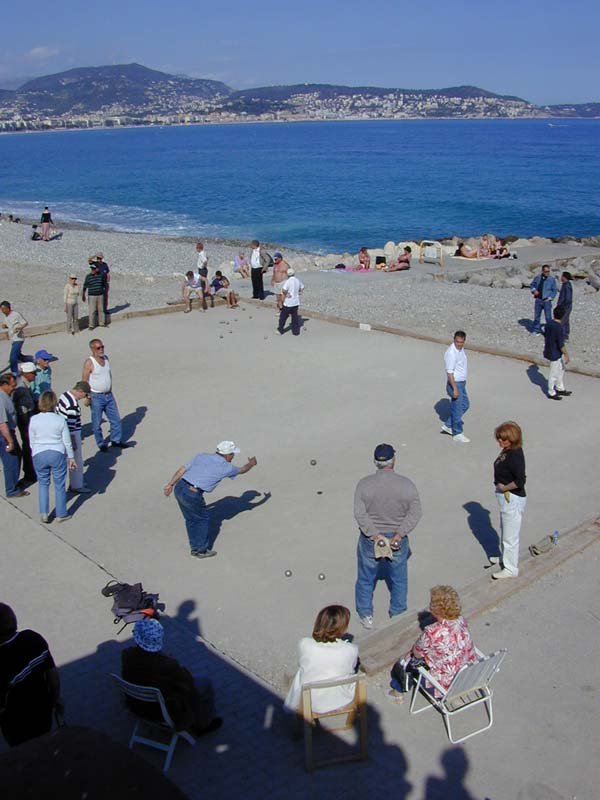
在法國尼斯海灘的法式滾球比賽
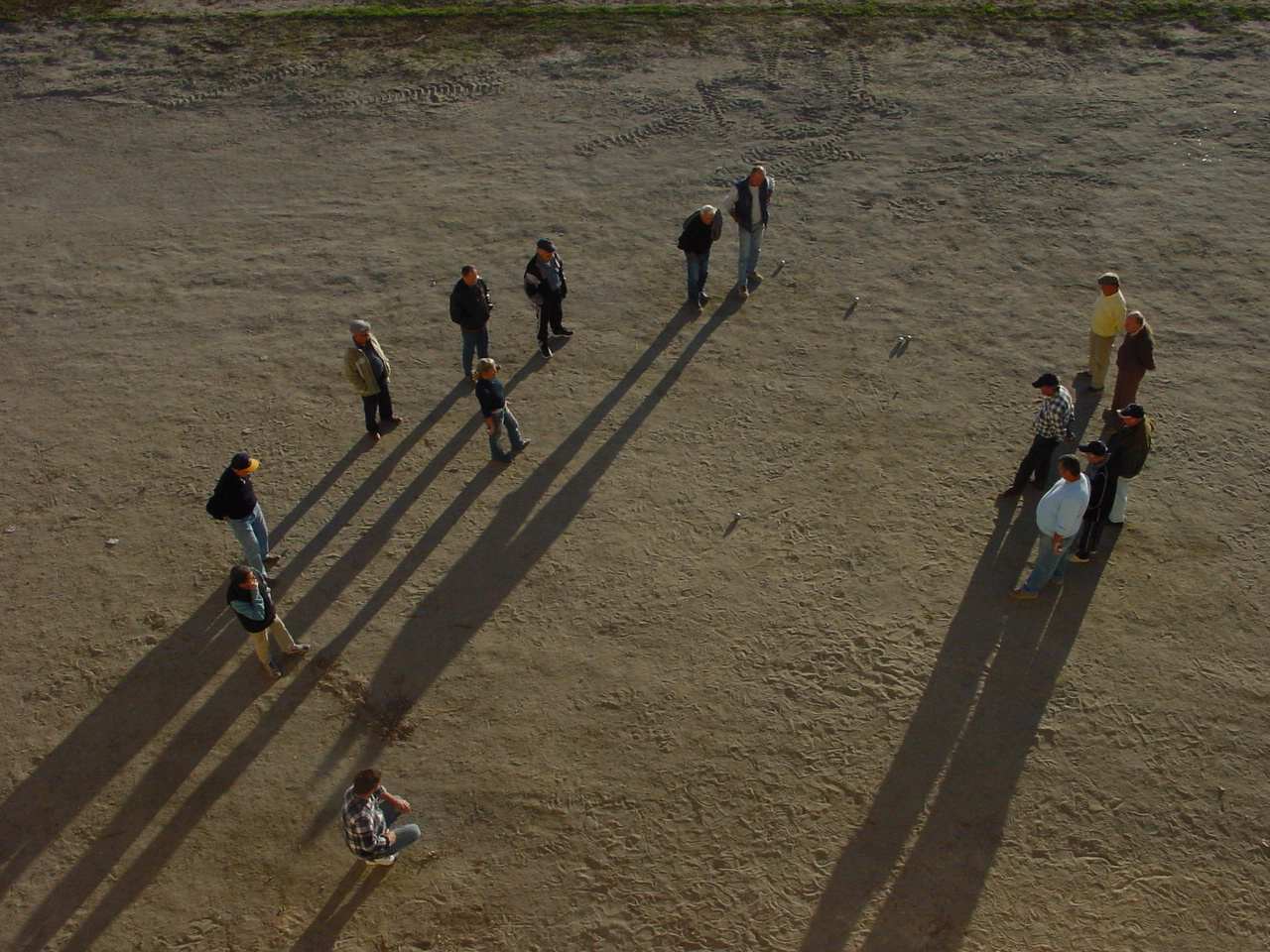
在艾格莫爾特的傍晚玩法式滾球
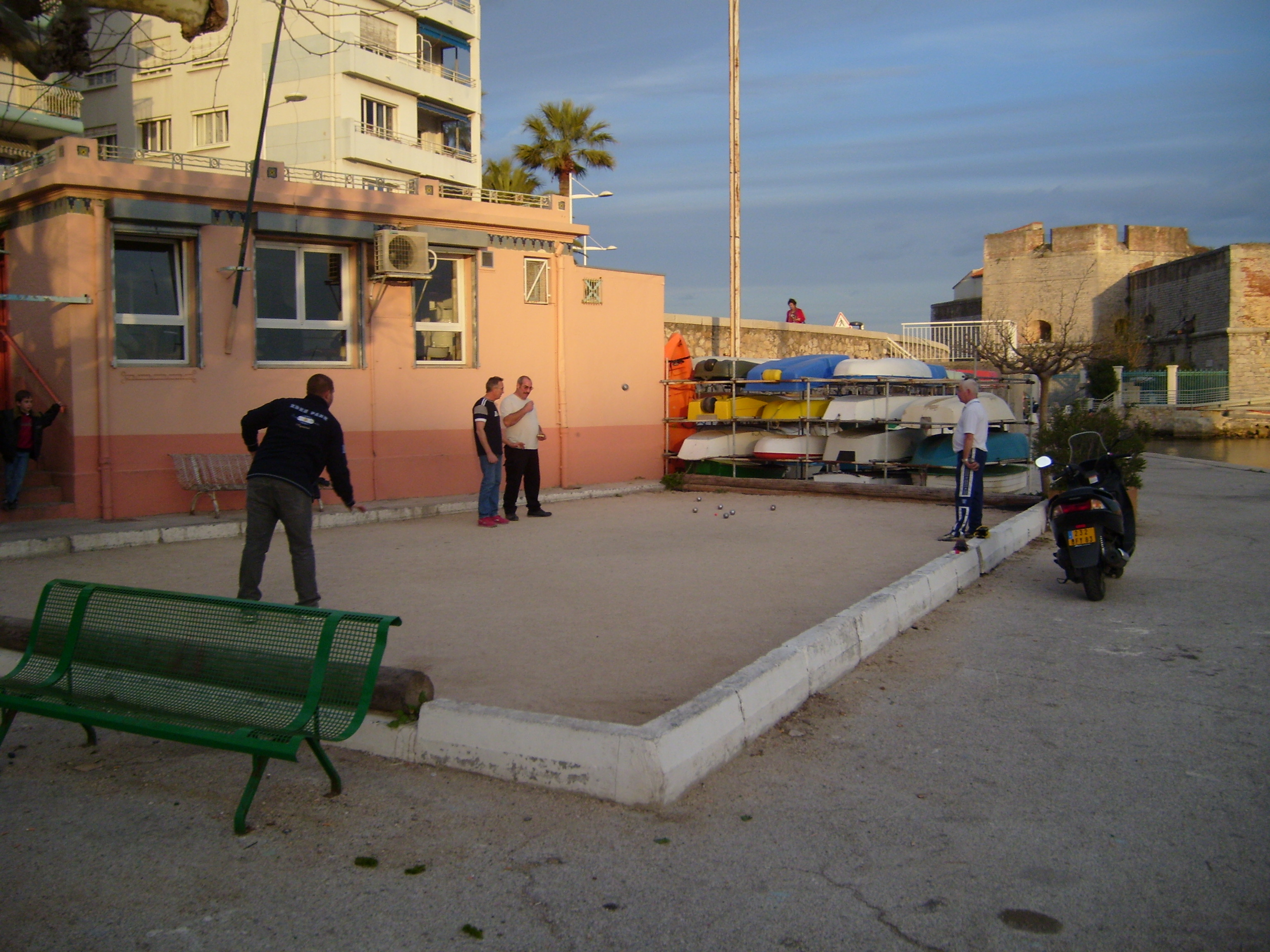
在土倫聖彼得堡壘旁玩法式滾球
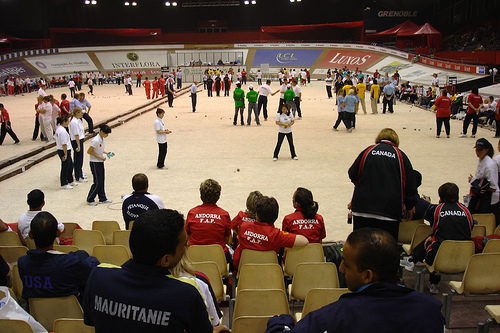
2006年法式滾球世界錦標賽（法國格勒諾勃）
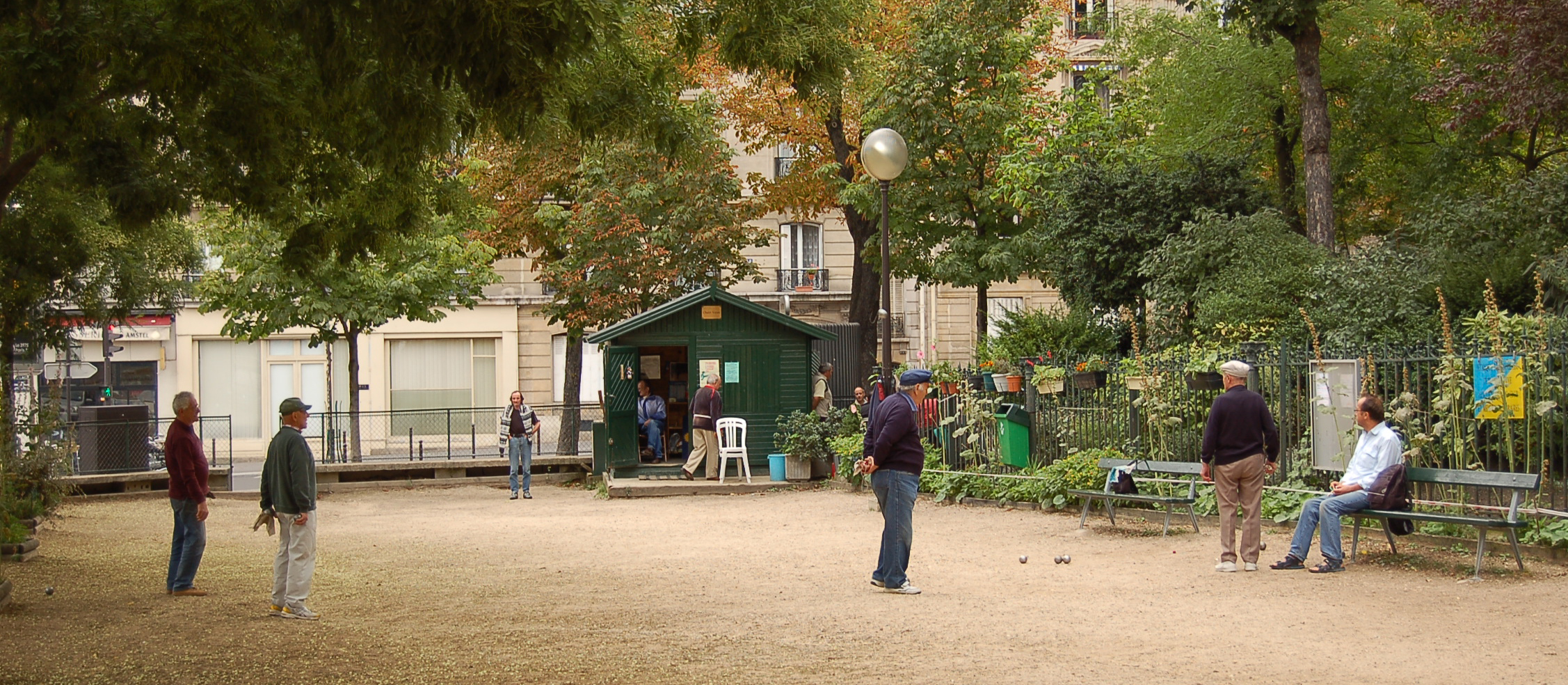
在巴蒂諾爾（英语：Batignolles）的滾球場
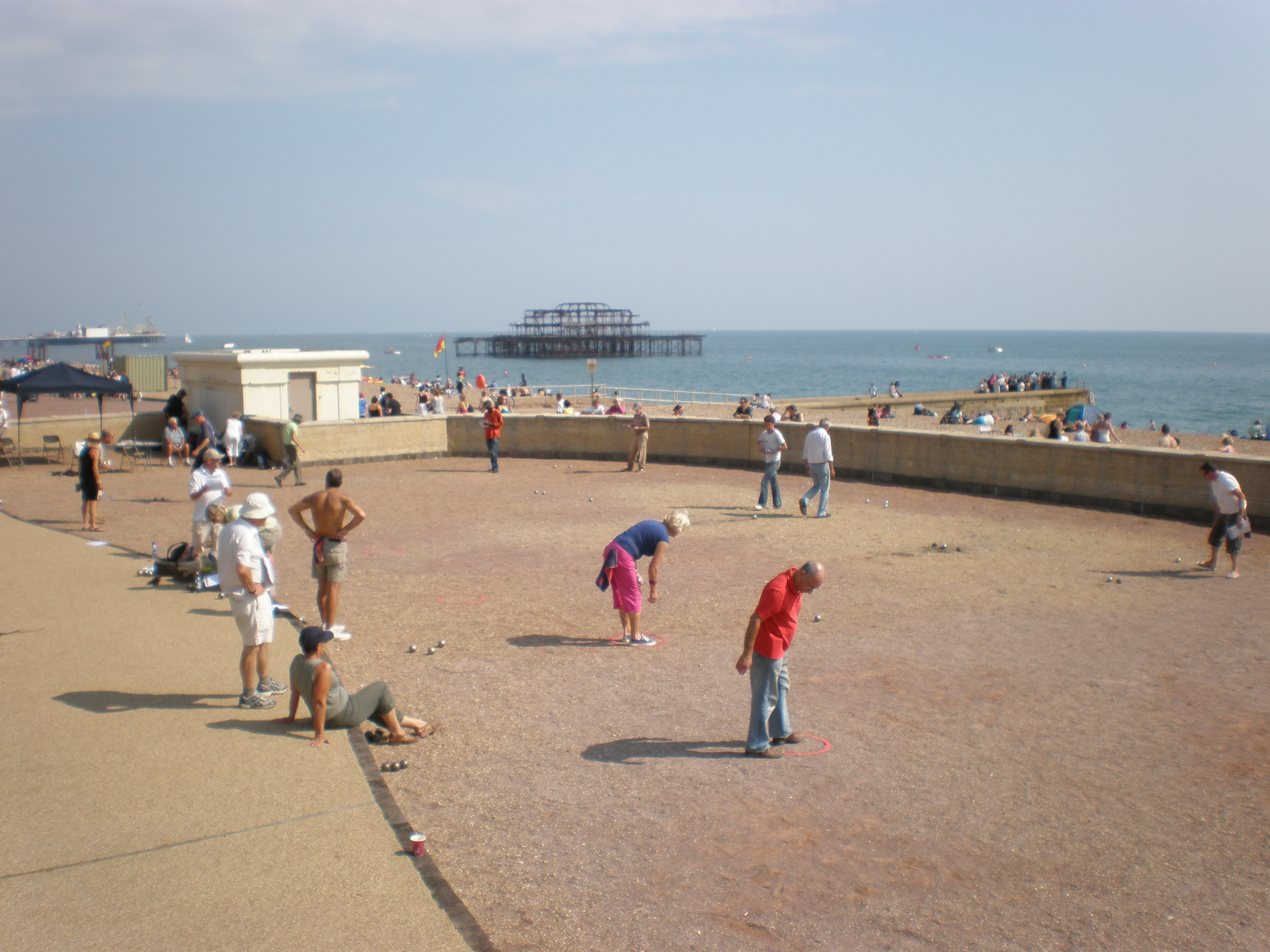
英國布萊頓-霍夫和平雕像地的滾球俱樂部
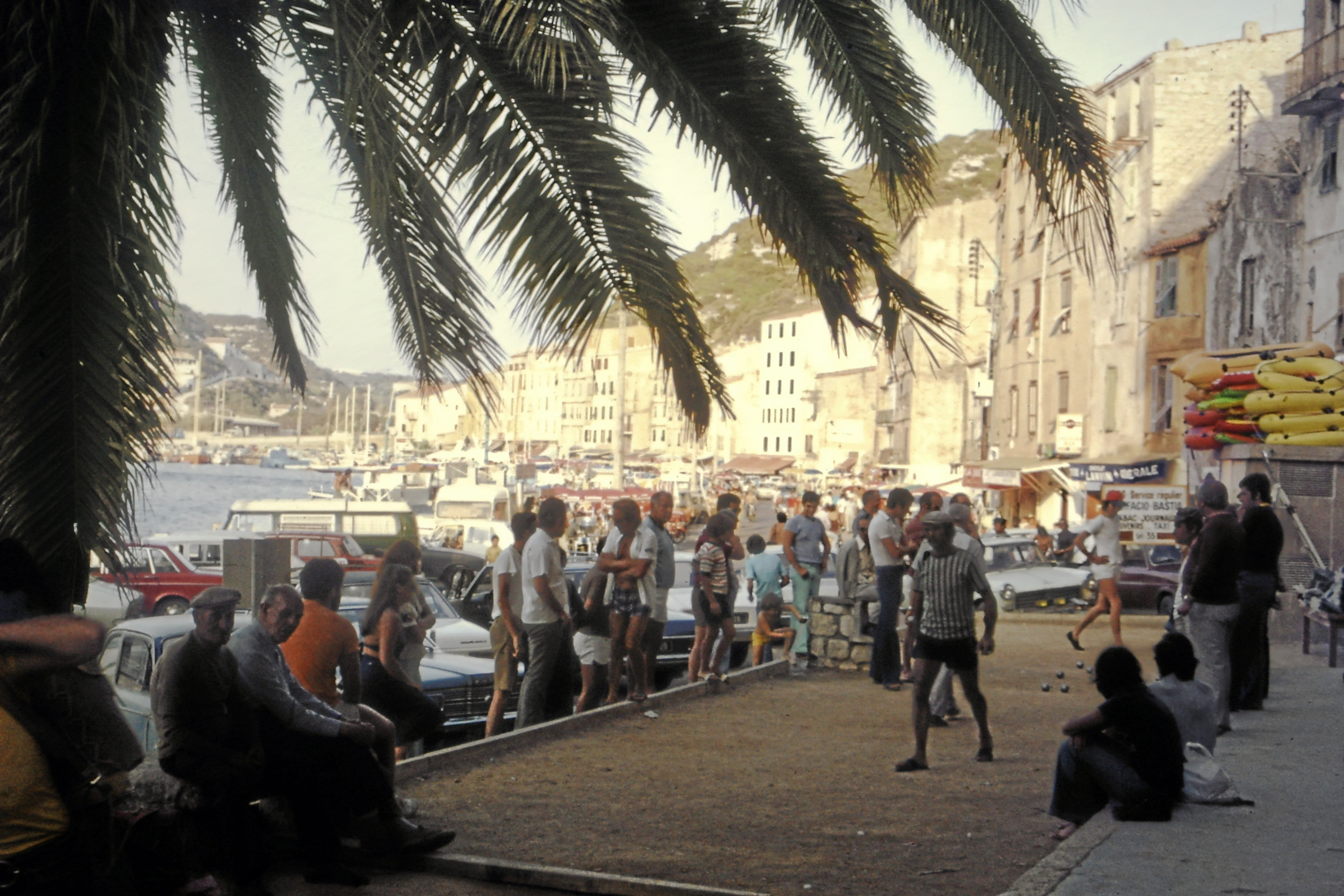
法式滾球選手在博尼法喬的港口（1975年）

## 外部連結
- 國際法式滾球運動總會 （页面存档备份，存于）